# Jan Józefowski
Jan Józefowski (ur. 2 stycznia 1890 w Zawadce, zm. 1 kwietnia 1942 w Auschwitz) – podoficer armii austro-węgierskiej i Wojska Polskiego, kawaler Orderu Virtuti Militari.

## Życiorys

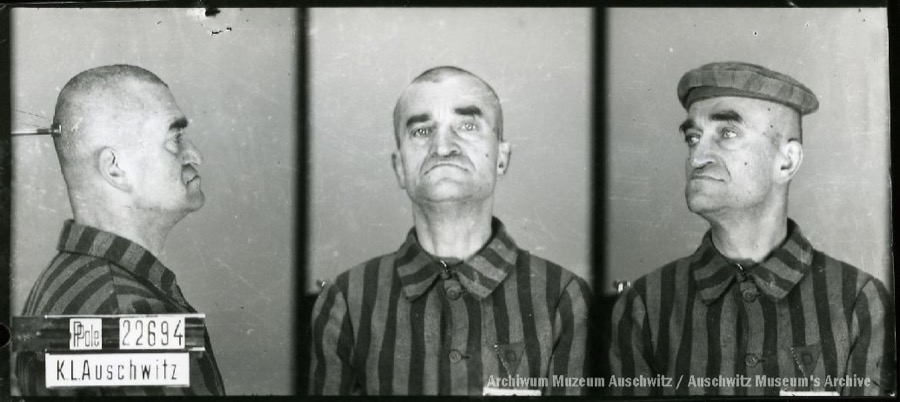
Fotografia Jana Józefowskiego wykonana w obozie koncentracyjnym Auschwitz (1942)

Urodził się w Zawadce, jako syn Feliksa i Marii z Połomskich. Pochodził z rodziny muzyków sądeckiej. W latach 1911–1918 służył w 20. galicyjskim pułku piechoty. Od sierpnia 1914 roku walczył kolejno na frontach: serbskim, rosyjskim i włoskim. Po upadku Austro-Węgier wstąpił ochotniczo w listopadzie 1918 roku w szeregi 1. Pułku Strzelców Podhalańskich. Walczył na froncie czeskim, ukraińskim oraz w wojnie polsko-bolszewickiej. Szczególnie wsławił się podczas ataku na Łuków, Gródek i podczas walk o Grodno, za co został odznaczony dekretem Naczelnego Wodza L. 3422 z 27 grudnia 1921 r. Orderem Wojennym Virtuti Militari V klasy (numer 4986). Od 1921 r. do 1939 r. był podoficerem zawodowym w 1. Pułku Strzelców Podhalańskich, ostatnio w stopniu sierżanta sztabowego. Walczył w kampanii wrześniowej, ale uniknął wzięcia w niewolę. Po powrocie od rodzinnej wsi był działaczem ZWZ na okręg łososińsko-tęgoborski. Aresztowany przez Gestapo w lipcu 1941 r. i osadzony 20 lutego 1942 r. w Auschwitz (numer 22694), został tam zamordowany 1 kwietnia 1942 r. Symboliczny nagrobek znajduje się na cmentarzu parafialnym w Tęgoborzy.
Jego synem był Józef Józefowski (1923-1989), żołnierz ZWZ i AK ps. Jodła.

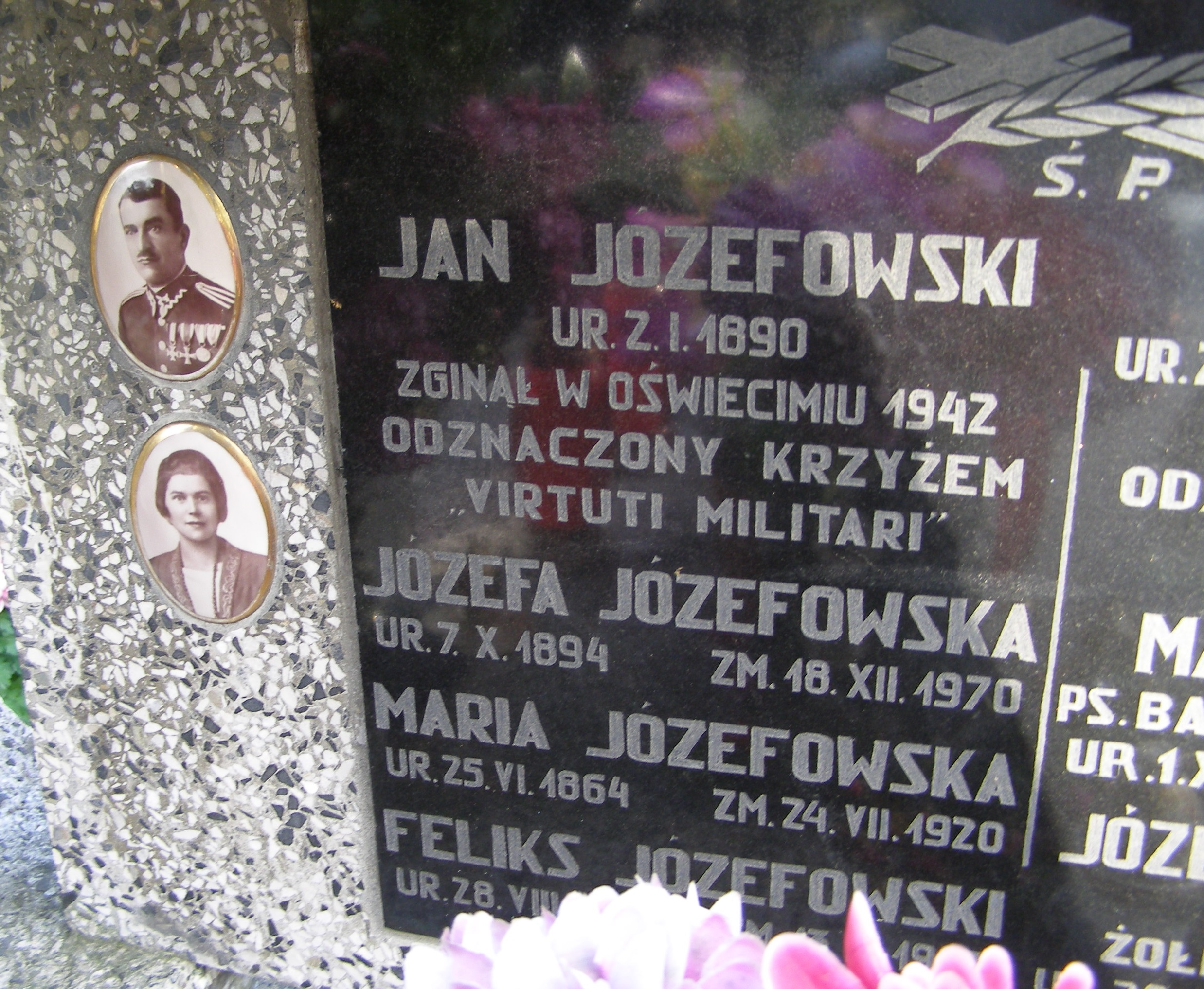
Symboliczny nagrobek Jana Józefowskiego na cmentarzu parafialnym w Tęgoborzy

## Odznaczenia
- Krzyż Srebrny Orderu Virtuti Militari (1921)
- Krzyż Walecznych
- Medal Pamiątkowy za Wojnę 1918-1921
- Medal Dziesięciolecia Odzyskanej Niepodległości